# (4651) Wongkwancheng
(4651) Wongkwancheng es un asteroide perteneciente al cinturón de asteroides, descubierto el 31 de octubre de 1957 por el equipo del Observatorio de la Montaña Púrpura desde el Observatorio de la Montaña Púrpura, Nankín (China).

## Designación y nombre
Designado provisionalmente como 1957 UK1. Fue nombrado Wongkwancheng en honor al industrial chino Kwan-Cheng Wong, líder en los círculos industriales y comerciales chinos. Se dedicó a la obra social y educativa durante toda su vida. La Fundación K. C. Wong ha ayudado a miles de estudiantes chinos para que estudien en el extranjero.

## Características orbitales
Wongkwancheng está situado a una distancia media del Sol de 2,847 ua, pudiendo alejarse hasta 3,011 ua y acercarse hasta 2,683 ua. Su excentricidad es 0,057 y la inclinación orbital 1,730 grados. Emplea 1755 días en completar una órbita alrededor del Sol.

## Características físicas
La magnitud absoluta de Wongkwancheng es 13,1.